# Hachijōjima
Hachijōjima (八丈島?) es una isla japonesa en el océano Pacífico, administrada por Tokio. Forma parte del pueblo de  Hachijō, dentro de la subprefectura de Hachijō. La isla tiene una extensión de 63 km² y una población de 8363 habitantes.
Durante el Periodo Edo, la isla fue utilizada como lugar de exilio para convictos.

## Clima
| Parámetros climáticos promedio de Hachijōjima (1991-2020) | Parámetros climáticos promedio de Hachijōjima (1991-2020) | Parámetros climáticos promedio de Hachijōjima (1991-2020) | Parámetros climáticos promedio de Hachijōjima (1991-2020) | Parámetros climáticos promedio de Hachijōjima (1991-2020) | Parámetros climáticos promedio de Hachijōjima (1991-2020) | Parámetros climáticos promedio de Hachijōjima (1991-2020) | Parámetros climáticos promedio de Hachijōjima (1991-2020) | Parámetros climáticos promedio de Hachijōjima (1991-2020) | Parámetros climáticos promedio de Hachijōjima (1991-2020) | Parámetros climáticos promedio de Hachijōjima (1991-2020) | Parámetros climáticos promedio de Hachijōjima (1991-2020) | Parámetros climáticos promedio de Hachijōjima (1991-2020) | Parámetros climáticos promedio de Hachijōjima (1991-2020) |
| Mes                                                       | Ene.                                                      | Feb.                                                      | Mar.                                                      | Abr.                                                      | May.                                                      | Jun.                                                      | Jul.                                                      | Ago.                                                      | Sep.                                                      | Oct.                                                      | Nov.                                                      | Dic.                                                      | Anual                                                     |
| --------------------------------------------------------- | --------------------------------------------------------- | --------------------------------------------------------- | --------------------------------------------------------- | --------------------------------------------------------- | --------------------------------------------------------- | --------------------------------------------------------- | --------------------------------------------------------- | --------------------------------------------------------- | --------------------------------------------------------- | --------------------------------------------------------- | --------------------------------------------------------- | --------------------------------------------------------- | --------------------------------------------------------- |
| Temp. máx. abs. (°C)                                      | 21.5                                                      | 21.9                                                      | 22.7                                                      | 26.3                                                      | 27.4                                                      | 30.4                                                      | 34.2                                                      | 34.8                                                      | 33.2                                                      | 31.0                                                      | 26.3                                                      | 24.6                                                      | 34.8                                                      |
| Temp. máx. media (°C)                                     | 12.9                                                      | 13.5                                                      | 15.8                                                      | 18.9                                                      | 21.8                                                      | 24.1                                                      | 27.7                                                      | 29.6                                                      | 27.6                                                      | 23.8                                                      | 20.0                                                      | 15.6                                                      | 20.9                                                      |
| Temp. media (°C)                                          | 10.1                                                      | 10.4                                                      | 12.5                                                      | 15.8                                                      | 18.8                                                      | 21.3                                                      | 25.2                                                      | 26.5                                                      | 24.5                                                      | 21.0                                                      | 16.9                                                      | 12.7                                                      | 18.0                                                      |
| Temp. mín. media (°C)                                     | 7.6                                                       | 7.5                                                       | 9.3                                                       | 12.9                                                      | 16.2                                                      | 19.4                                                      | 23.3                                                      | 24.3                                                      | 22.3                                                      | 18.7                                                      | 14.2                                                      | 9.9                                                       | 15.5                                                      |
| Temp. mín. abs. (°C)                                      | -1.8                                                      | -2.0                                                      | 0.0                                                       | 4.5                                                       | 8.3                                                       | 11.5                                                      | 15.6                                                      | 16.7                                                      | 14.7                                                      | 10.4                                                      | 5.9                                                       | 0.3                                                       | -2.0                                                      |
| Precipitación total (mm)                                  | 201.7                                                     | 205.5                                                     | 296.5                                                     | 215.2                                                     | 256.7                                                     | 390.3                                                     | 254.1                                                     | 169.5                                                     | 360.5                                                     | 479.1                                                     | 277.4                                                     | 200.2                                                     | 3306.7                                                    |
| Días de lluvias (≥ 1 mm)                                  | 14.1                                                      | 13.7                                                      | 16.3                                                      | 12.9                                                      | 12.7                                                      | 15.3                                                      | 10.5                                                      | 10.8                                                      | 15.0                                                      | 16.5                                                      | 14.0                                                      | 14.3                                                      | 166.1                                                     |
| Horas de sol                                              | 84.9                                                      | 87.8                                                      | 124.5                                                     | 139.4                                                     | 148.5                                                     | 87.1                                                      | 137.3                                                     | 185.9                                                     | 139.6                                                     | 107.1                                                     | 102.6                                                     | 100.4                                                     | 1445.1                                                    |
| Humedad relativa (%)                                      | 68                                                        | 69                                                        | 71                                                        | 77                                                        | 84                                                        | 91                                                        | 92                                                        | 87                                                        | 86                                                        | 82                                                        | 74                                                        | 69                                                        | 79                                                        |
| Fuente:                                                   |                                                           |                                                           |                                                           |                                                           |                                                           |                                                           |                                                           |                                                           |                                                           |                                                           |                                                           |                                                           |                                                           |

## Galería

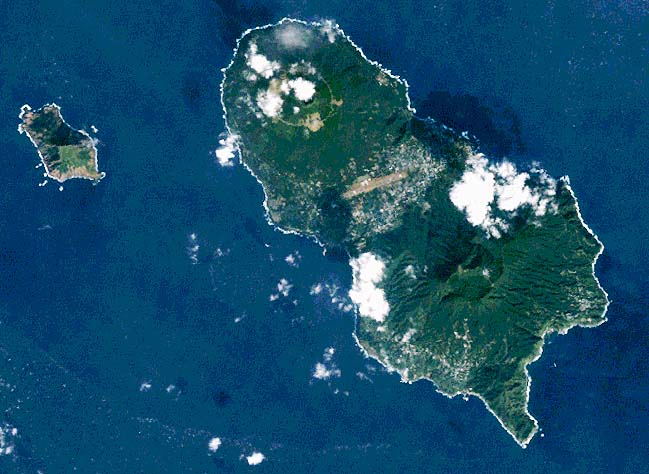
Hachijōjima (derecha) y Hachijōkojima (izquierda).
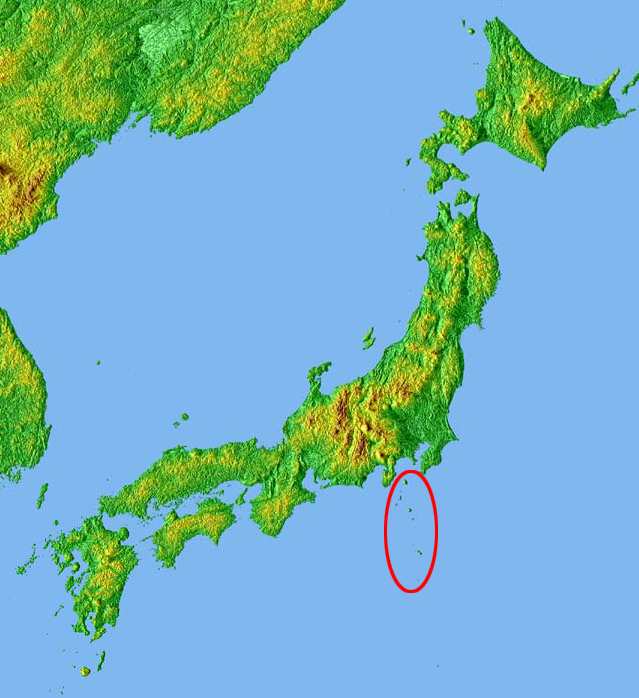
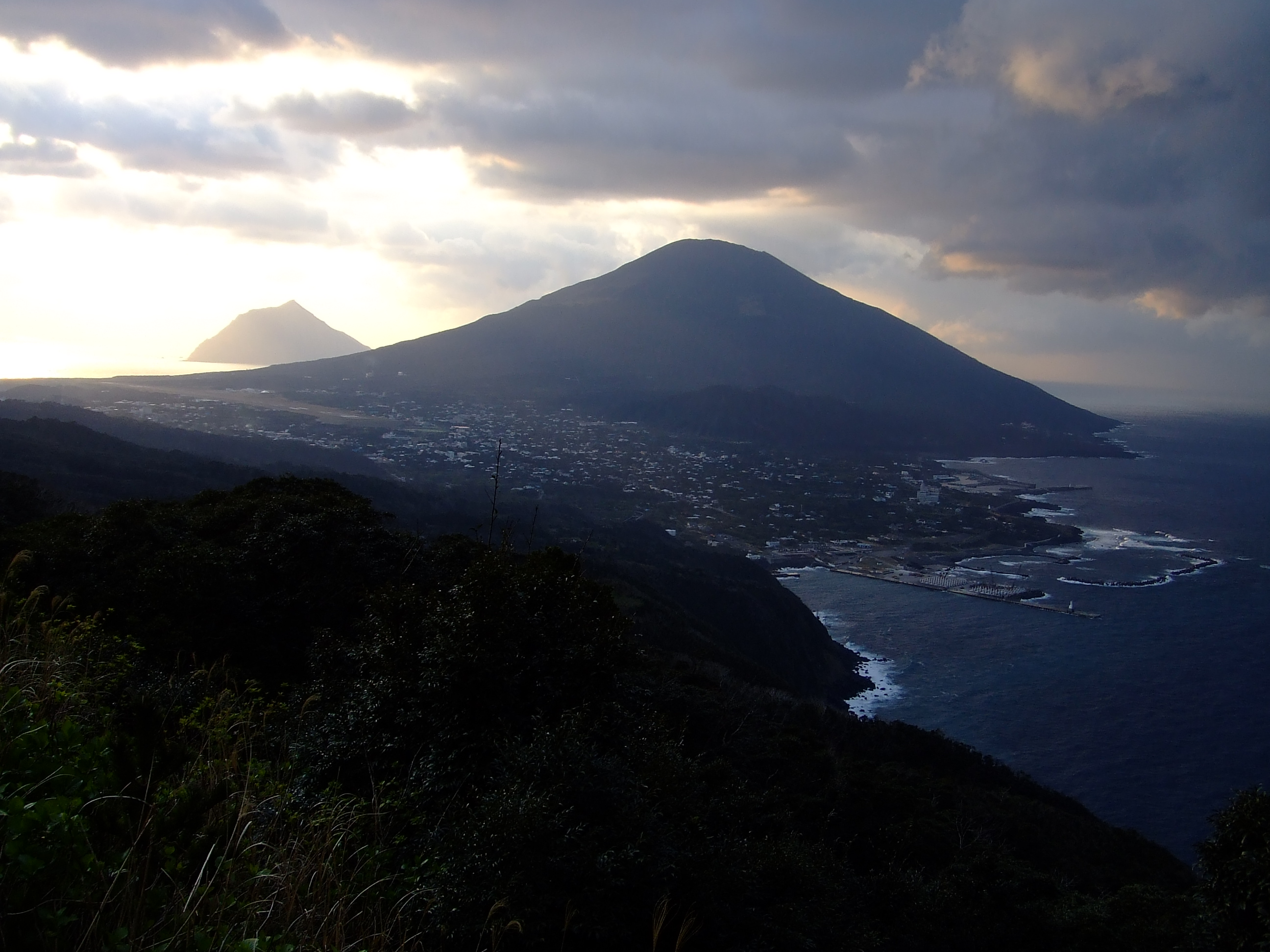
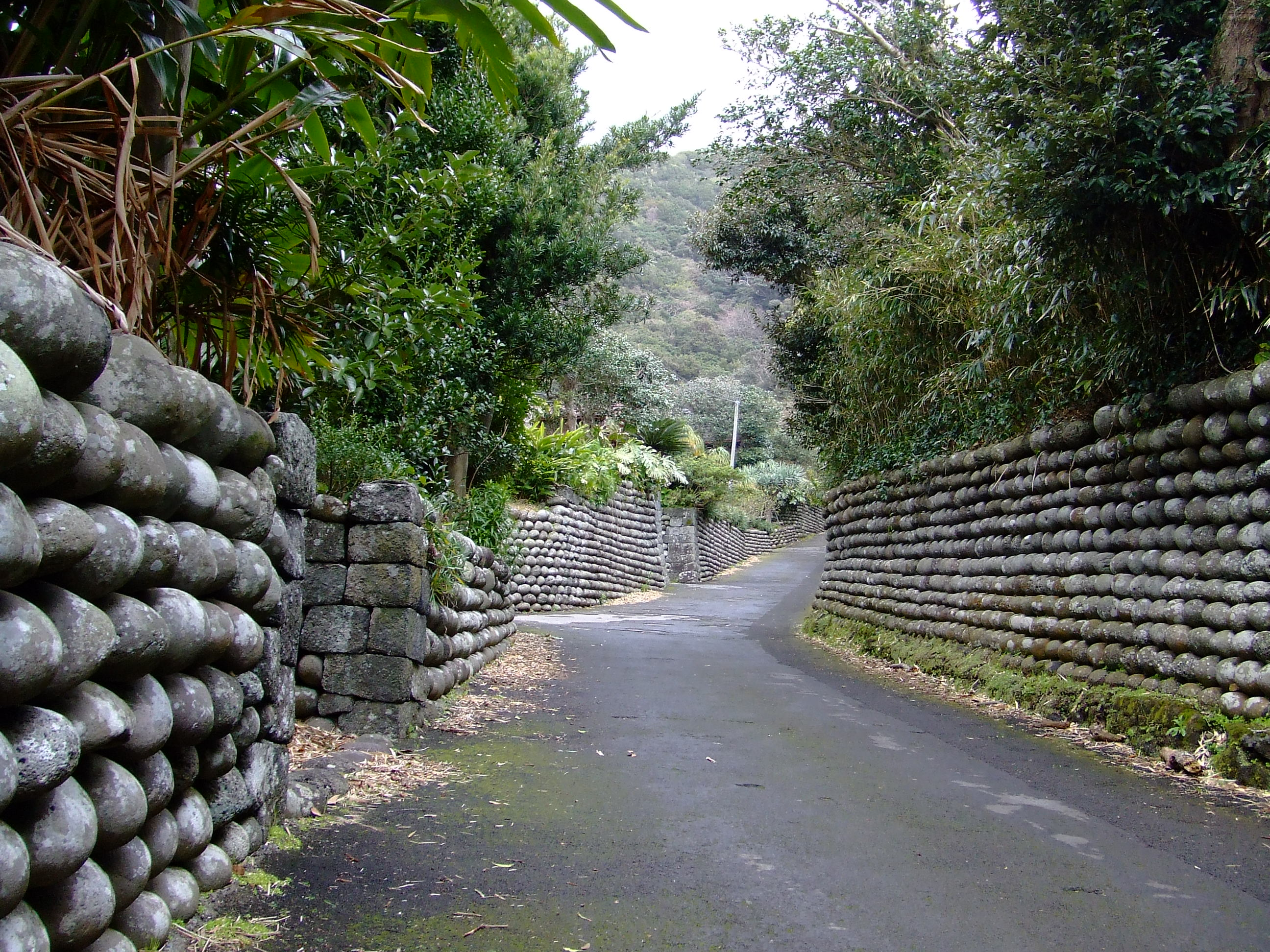
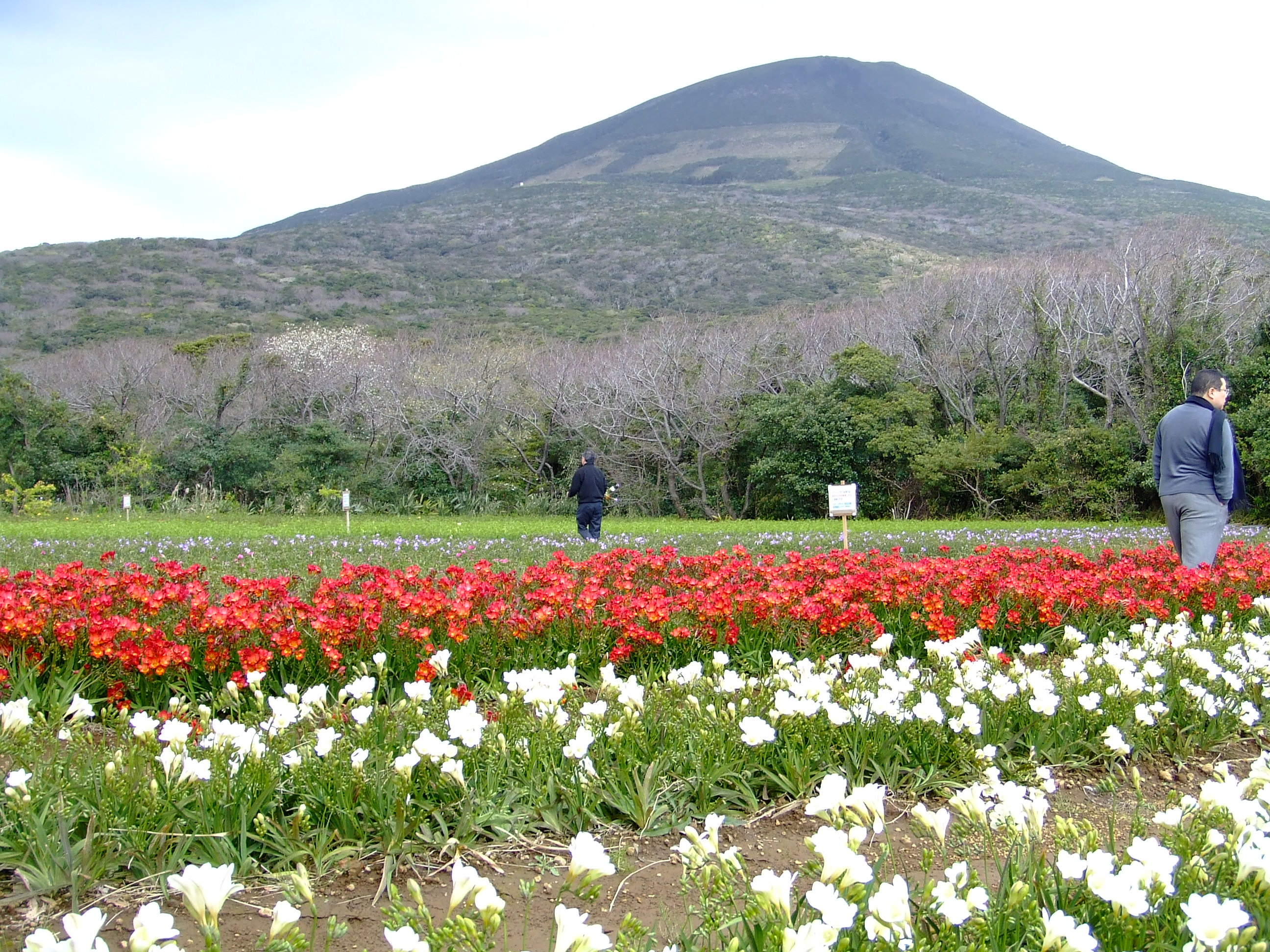